# Sinopotamon kwanhsienense
Sinopotamon kwanhsienense is een krabbensoort uit de familie van de Potamidae. De wetenschappelijke naam van de soort is voor het eerst geldig gepubliceerd in 1975 door Tai & Sung.